# Cătălina Axente
Cătălina Axente (31 ottobre 1995) è una lottatrice rumena, specializzata nella lotta libera.

## Palmarès
- Europei

Roma 2020: bronzo nei 72 kg.